# Cirerer de guineu
El cirerer de guineu o cirerer de Santa Llúcia, cirer bord, cirer de guilla, cireres de moixó, macaleu i prunera borda (Prunus mahaleb) és una planta amb flor del gènere Prunus.

## Característiques

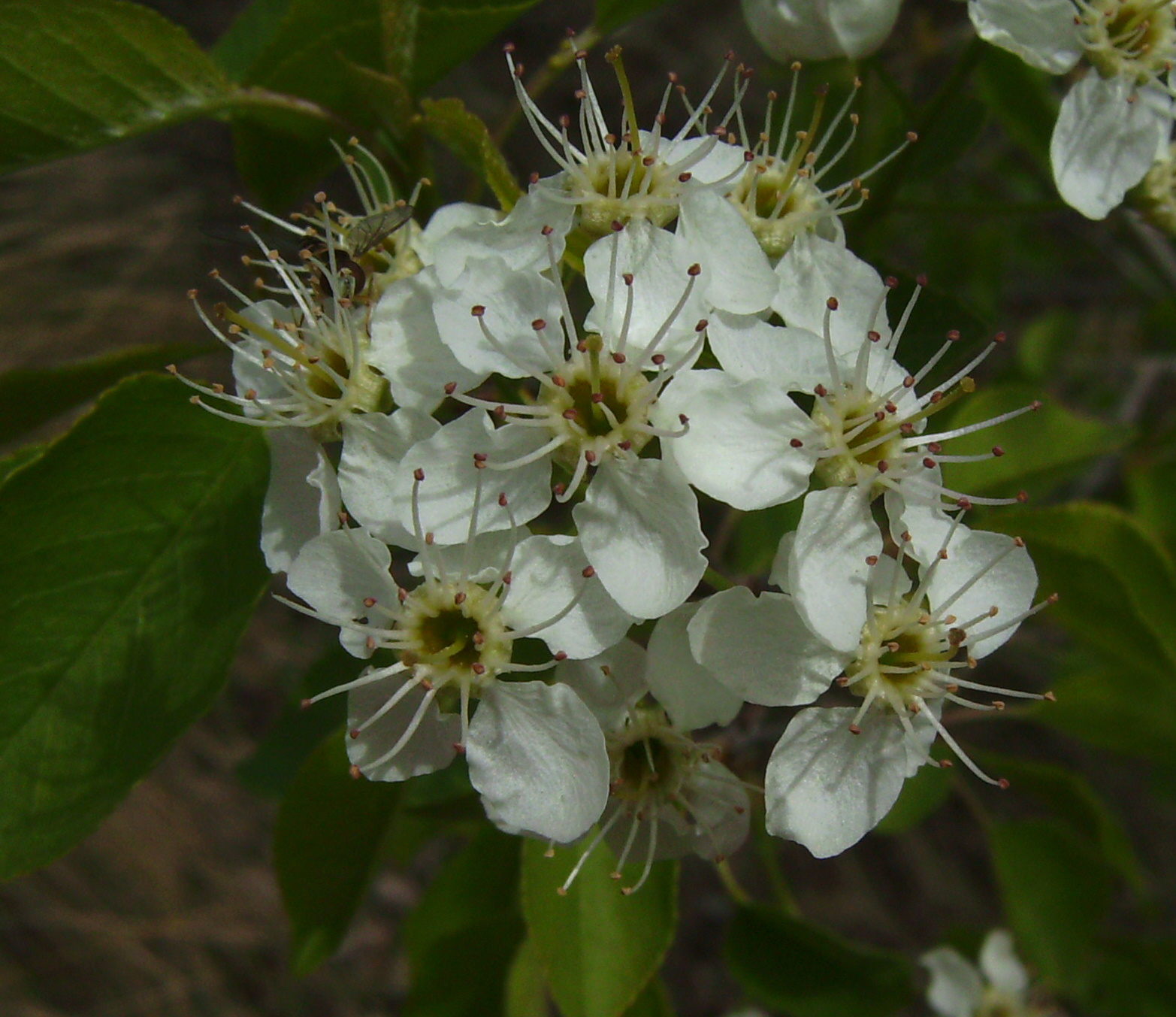
Flors de cirerer de guineu, Castelltallat

És un arbre d'una espècie pròxima al cirerer comú (Prunus avium) i que es fa servir usualment com a portaempelt per a terres calcàries.
Tant les fulles com les flors són molt oloroses.
Els fruits primers vermells i després negres són més menuts i més àcids que les cireres. Tot i que no són tòxics rarament es consumeixen a Europa.
És un arbre o arbust que creix silvestre des d'Àsia menor al centre d'Europa. El nom de l'espècie mahaleb deriva de l'àrab.

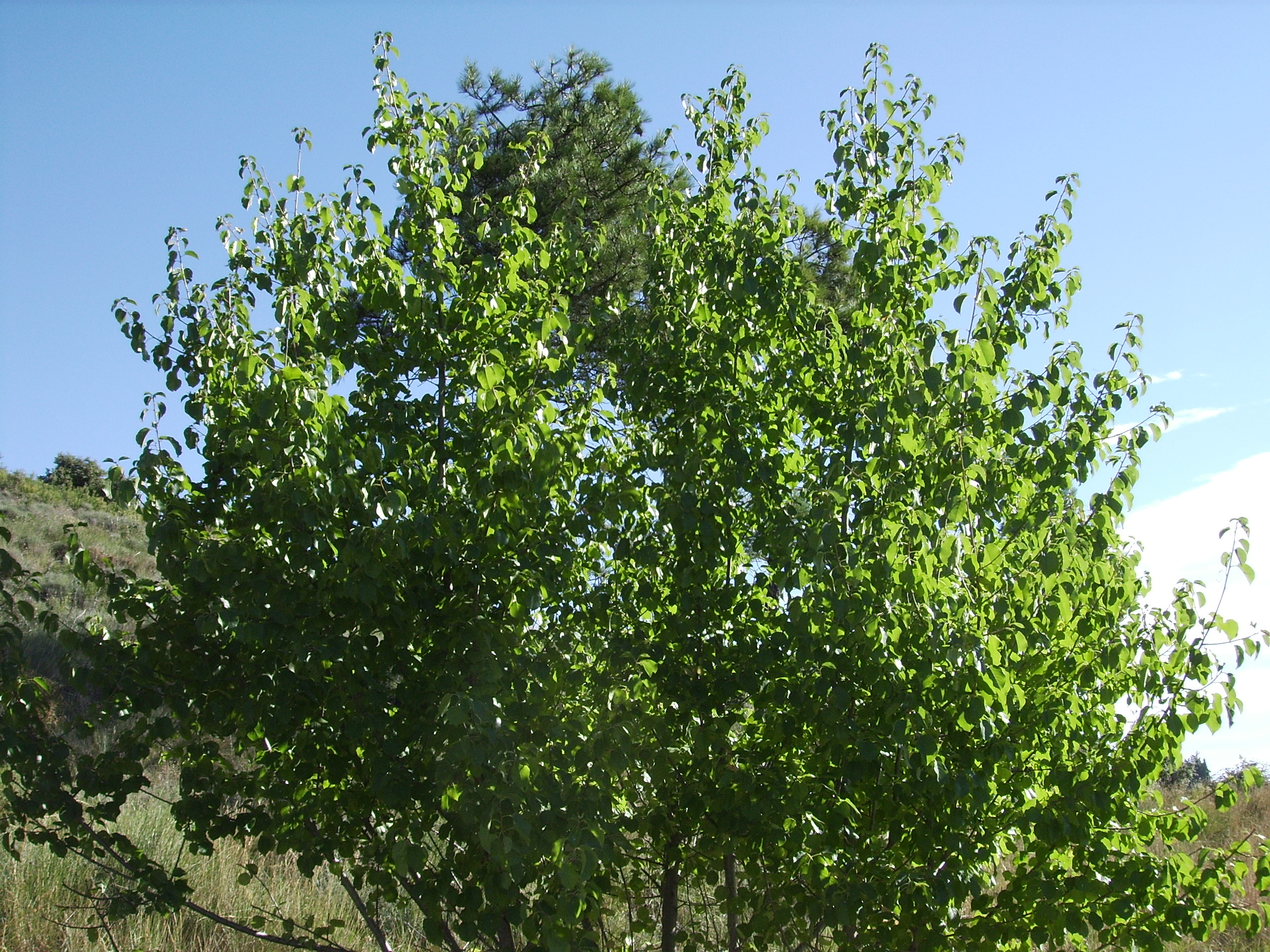
Cirerer de guineu Prunus mahaleb a Castelltallat

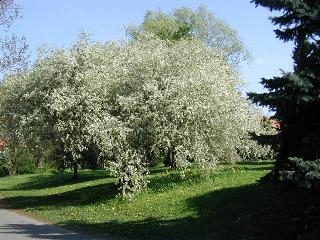
Aspecte general

|  |  |